# Mario Piovano
Mario Piovano (Cambiano, 14 maggio 1927 – Cambiano, 23 dicembre 2013) è stato un fisarmonicista, compositore e cantante italiano.

## Biografia
Figlio di Giuliano, sindaco di Cambiano per 25 anni, inizia la carriera come fisarmonicista alla fine degli anni quaranta, suonando nelle orchestre Zeme e Migliardi; negli anni cinquanta soggiorna, per un lungo periodo, in Francia, raggiungendo una certa notorietà come esponente della musica popolare italiana legata al liscio ed esibendosi con molti artisti, tra cui Gilbert Bécaud.
Tornato in Italia, nel 1958 ottiene un contratto con la Fonit Cetra, per cui pubblica i primi 45 giri.
Nel decennio successivo si avvicina alla musica leggera, lavorando con la Kansas come compositore e talent scout: scopre e lancia, tra gli altri, i Rogers, e compone canzoni per i Camaleonti e i Cavernicoli.
Ma non trascura l'attività in proprio e nel 1966 scrive la sua canzone più celebre, Cimitero di rose: reincisa da molti artisti, al punto da essere ritenuta, a torto, una canzone popolare, entra anche nel repertorio di molti cori.
Nel 1969 scrive, insieme a Piero Novelli, molte delle canzoni contenute nell'album ...e poi domani ancora di Luisella Guidetti, primo album pubblicato dalla Numero Uno, l'etichetta di Mogol e Lucio Battisti.
Torna poi alla Fonit Cetra, per cui scrive le canzoni per l'album La strada che porta in città di Graziella Ciaiolo (nel 1970) e pubblica nel 1972 il 33 giri Torino cronaca, con testi tratti da episodi di cronaca nera; passa poi alla RCA Italiana, per cui inciderà altri dischi per tutto il decennio.
Nel 1971 Gigliola Cinquetti incide E qui comando io, canzone rielaborata musicalmente dal Maestro Piovano (insieme a Turi Golino), e la presenta con successo a Canzonissima 1971.
Nel 1980 viene nominato Cavaliere della Repubblica dal presidente Sandro Pertini.
Continua l'attività anche negli anni '80 e '90, esibendosi con la sua orchestra.
Il 12 marzo 2010 ha ricevuto il Premio alla Carriera durante lo Sparone Folk Festival.
Muore nella casa di riposo di Cambiano il 23 dicembre 2013 all'età di 86 anni a seguito di un tumore osseo.

## Discografia parziale

### 33 giri
- 1965: Cansôn piemonteise (Melody Records, L.P. 80)
- 1966: Gavette e scarponi (Fonit Cetra, LPP 83; con Alex Gatti)
- 10 dicembre 1968: La pijola dij rubinet (GR, LP-HP 3721)
- 20 maggio 1970: Cansson d'la mala (Signal, SM 3371)
- 1970: Mario Piovano (Signal, SM 3372)
- 23 luglio 1971: Canti in cascina (Signal, SM 3396; con Lidia Martorana)
- 17 dicembre 1971: Cròta piemonteisa (Signal, SM 3403/SLP 87)
- 1972: Un mondo di ricordi - Le più belle canzoni italiane (Signal, SLP 86; con Lidia Martorana)
- 1972: Torino cronaca (Fonit Cetra, LPP 192)
- Dicembre 1973: Va canssôn bela (RCA International, INTI 1592)
- Settembre 1974: Pocionin (RCA Italiana, TPL1-1065)
- 1976: Le più belle canzoni piemontesi (RCA Italiana - Serie Lineatre, TNL 1-3108)
- 1977: Canti popolari italiani (Joker)
- 1978: La Piovanissima (Fonit Cetra, SFC 185)
- 1981: Mario ritorna (Fonit Cetra, serie Pellicano, PL 562)
- 1987: Cantare in allegria (RCA Italiana, TL 71230)

### CD
- 1993: I migliori ballabili - 1 (D.V. More Record, CDDV 2272)
- 2001: I miei ricordi (Pentagramma)
- 2004: Le più belle canzoni piemontesi (Pentagramma, CD PG 502)

### 45 giri
- 1958: Testa pelata/Jeannette (Fonit Cetra, SP 200)
- 1958: Jeannette/Testa pelata (Excelsius, EXS 0200; stessa registrazione del disco precedente)
- 1959: Layolo/Ivette (Excelsius, EXS 02003)
- 1963: Polca della primavera/Sierra (Excelsius, EXS 0302)
- 1963: Il brando/Il tacchino (Excelsius, EXS 0303)
- 1968: Marianna va in campagna/Pouri vecio (GR, GR 9116)
- 1968: La pijola dij rubinet/Pouri pelegrin (GR, GR 9119)
- 1968: Amour dij bersagliè/Le balenghe (GR, GR 9122)
- 1968: La domenica andando alla messa/La Tragedia di Rino e Rina (Fonola, N.P. 1841; con Mauro Mauri e Graziella Ciao)
- 1968: Madama bianca e neira/'l ciocaton (Fonola, N.P. 1842; con Mauro Mauri)
- 1969: Campane di Montenevoso/I minatori (Fonola, N.P. 1865)
- 1973: La Pinotta/La canzone del Po (Fonola, N.P. 2037)
- 1973: Vorrei baciar Rosetta/Era nato poveretto (Fonola, N.P. 2094)
- 1977: Tanti auguri/La rugiada (Fonola, N.P. 2229)
- 1979: Fiore di marmo (Kansas - Serie Casual, 3076)
- 1980: Profumo di pane (Kansas - Serie Casual, 3085)

## Le principali canzoni scritte da Mario Piovano
| Anno | Titolo               | Autori del testo                                    | Autori della musica                                                  | Interpreti         |
| ---- | -------------------- | --------------------------------------------------- | -------------------------------------------------------------------- | ------------------ |
| 1962 | Bel Canavese         | Domenico Serengay                                   | Mario Piovano                                                        | Domi Serengay      |
| 1965 | Se sono in tempo     | Luigi Menegazzi, Miki Del Prete e Domenico Serengay | Mario Piovano                                                        | Diego Pepe         |
| 1966 | Alla nostra età      | Luigi Menegazzi e Domenico Serengay                 | Mario Piovano                                                        | Camaleonti         |
| 1966 | Ora ho capito        | Luigi Menegazzi e Domenico Serengay                 | Mario Piovano e Mario Mellier                                        | Camaleonti         |
| 1966 | Come baciare te      | Miki Del Prete e Domenico Serengay                  | Mario Piovano e Bruno De Filippi                                     | Bruno De Filippi   |
| 1966 | Se vuoi restare sola | Miki Del Prete e Domenico Serengay                  | Mario Piovano                                                        | Cavernicoli        |
| 1968 | Stelle               | Domenico Serengay                                   | Mario Piovano                                                        | Emy Castellini     |
| 1968 | Tu non mi vuoi       | Domenico Serengay                                   | Mario Piovano e Alfonso Corsini                                      | Emy Castellini     |
| 1969 | Sole sole sole       | Domenico Serengay                                   | Mario Piovano e Robby Poitevin                                       | Tina Polito        |
| 1970 | Un sabato o l'altro  | Leo Chiosso                                         | Mario Piovano                                                        | Paulin             |
| 1971 | E qui comando io     | Domenico Serengay e Mario Piovano                   | Tradizionale; rielaborazione musicale di Turi Golino e Mario Piovano | Gigliola Cinquetti |
| 1972 | L'ultimo bar         | Leo Chiosso                                         | Mario Piovano                                                        | Donatella Moretti  |